# Tomáš Macháč
Tomáš Macháč (født 13. oktober 2000 i Beroun, Tjekkiet) er en professionel tennisspiller fra Tjekkiet.